# دی‌هیدروکسی‌فنیل‌اتیلن گلیکول
دی‌هیدروکسی‌فنیل‌اتیلن گلیکول (به انگلیسی: Dihydroxyphenylethylene glycol) یک ترکیب شیمیایی با شناسه پاب‌کم ۹۱۵۲۸ است. 